# Pentalobus barbatus
Pentalobus barbatus là một loài bọ cánh cứng trong họ Passalidae.